# حوض غواصات
حوض الغواصات أو مخابئ الغواصات أو ملجئ الغواصات أو قبو غواصات أو حظيرة غواصات أو أقلام الغواصات أو قاعدة غواصات (U-Boot-Bunker باللغة الألمانية) هو نوع من أنواع قواعد الغواصات حيث تعتبر مكان تتجمع فيه الغواصات وتكون بمثابة مخبأ لحماية الغواصات من الهجوم الجوي. يطبق المصطلح بشكل عام على قواعد الغواصات التي شيدت خلال الحرب العالمية الثانية، وخاصة في ألمانيا والبلدان المحتلة، والتي كانت تعرف أيضًا باسم أقلام يو بوت للإشارة إلى الغواصات الألمانية.

## خلفية
من بين الأشكال الأولى لحماية الغواصات كانت هناك بعض الملاجئ المفتوحة ذات الأسس الخشبية التي بنيت خلال الحرب العالمية الأولى. بنيت هذه الهياكل في الوقت الذي كانت فيه القنابل خفيفة بما يكفي لإسقاطها باليد من قمرة القيادة. بحلول الأربعينيات من القرن العشرين، تحسنت بشكل ملحوظ جودة الأسلحة الجوية ووسائل إيصالها.
في منتصف الثلاثينيات من القرن العشرين، رأى مكتب الإنشاءات البحرية في برلين أن المشكلة جدية. كانت الفصائل المختلفة في البحرية الألمانية مقتنعة بضرورة توفير الحماية اللازمة لغواصات يو لتمكنتها من توسيع عملياتها. كانت الغارة الجوية الملكية على العاصمة في عام 1940 بالإضافة إلى احتلال فرنسا ورفض بريطانيا العظمى للاستسلام كافياً لإطلاق برنامج بناء ضخم من لأحواض الغواصات وملاجئ للغارات الجوية.
بحلول خريف عام 1940، تم بناء مخبئ "Elbe II" في هامبورغ و "Nordsee III" في جزيرة هيليغولاند. وتم بناء أخرى على التوالي.

## عام
سرعان ما أدرك أن مثل هذا المشروع الضخم كان خارج قدرات البحرية الألمانية النازية كريغسمارين، وتم إحضار منظمة تود للإشراف على إدارة العمل. كان الإمداد المحلي بعناصر مثل الرمل والإسمنت والأخشاب مقلقا. تم استيراد الفولاذ المطلوب في الغالب من ألمانيا. كانت مواقف الناس في فرنسا والنرويج مختلفة اختلافًا كبيرًا. في فرنسا، لم تكن هناك مشكلة في تجنيد الرجال وشراء الآلات والمواد الخام. لقد كانت قصة مختلفة في النرويج. كان السكان المحليون هناك أكثر ترددًا في مساعدة الألمان. في الواقع، كان لا بد من جلب معظم العمالة. تكن الأرض المختارة لبناء المخبأ عديمة الفائدة: وعادةً ما تكون على رأس المضيق البحري، يجب أن تكون الأسس والقواعد محفورة من الجرانيت. كما يجب التغلب على عدة أمتار من الطمي. أجبر الكثير من العمال إلى العمل القسري، وخاصةً سجناء معسكرات الاعتقال التي وفرها شوتزستافيل بالقرب من المخابئ.

## أنواع الملاجئ
تم بناء أربعة أنواع من الملاجئ:
- المخابئ المغطاة

كانت هذه الملاجئ مغلقة لتوفير بعض الحماية لقغواصات يو بينما كانت في وضعيتها الأكثر ضعفا.
- مخابئ البناء

تستخدم لبناء غواصات جديدة
- Fitting-out bunkers

## مواقع
تم بناء المخابئ في الموانئ الساحلية الشمالية للرايخ وفي العديد من البلدان المحتلة.

### ألمانيا
كانت الملاجئ التي تحمي عملية بناء الغواصات من الفئة الواحدة والعشرون والغواصات من الفئة الواحدة والعشرون موجودة في هامبورغ (بلوم وفوس)، وبريمن (إيه جي فيزر)، ودانزيغ (شيتشاو سيبيكفيرت).  

#### بريمن

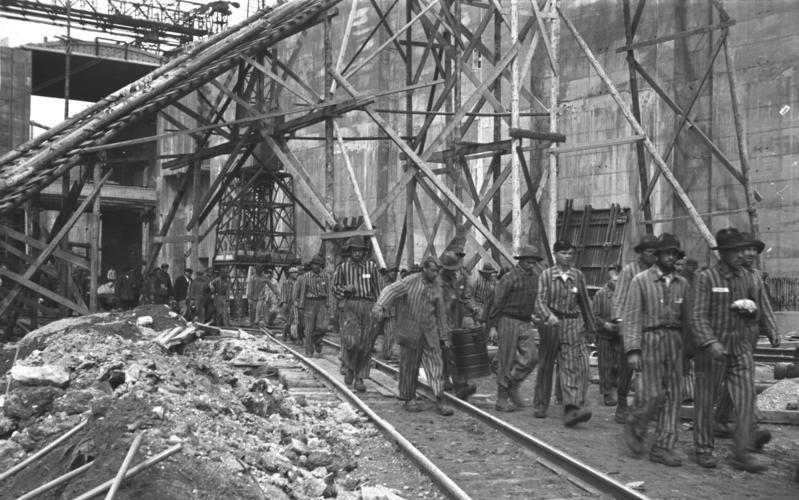
عمال قسريون في موقع بناء أقلام غواصة فالنتين في بريمن، 1944

لم يبدأ إنشاء مستودع "Hornisse" حتى عام 1944 في بريمن؛ لم يكتمل بناءه حتى.
«فالنتين» كان أكبر ملجئ غواصات في ألمانيا. بدأ بناءه في عام 1943 ليكون منشأة تصنيع، حيث سيتم بناء غواصات من الفئة الواحدة والعشرون. لكنه لم يكتمل أبدا. بعد الحرب، تم استخدامه لفترة وجيزة كموقع لاختبار القنابل البريطانية والأمريكية (معظم الأضرار التي لحقت بالمخبأ كانت في هذا الوقت ) قبل أن تصبح منشأة تخزين للبحرية الألمانية. تم توفير العمالة اللازمة لبناءها من قبل معسكرات الاعتقال المحلية مثل نوينجام في هامبورغ.
فالنتين: 53°13′00″N 08°30′15″E / 53.21667°N 8.50417°E
Hornisse: 53°07′01.5″N 08°44′04″E / 53.117083°N 8.73444°E

#### دانزيج (غدانسك)
نظرًا لأنه كان خارج مدى طائرات الحلفاء، لم يتم بناء أي مخابئ في دانزيج (الآن غدانسك في بولندا).

#### هامبورغ
كانت المدينة موقعًا لهيكلين، "Elbe II" و "Fink II". تم بناء ملجئ في فينكانفيرده من قبل 1700 عامل من عمال الرقيق على مدى أربع سنوات. بعد الاستيلاء عليه من الحلفاء تم هدمه باستخدام 32 طنا من القنابل.
Elbe II: 53°31′43″N 09°57′08″E / 53.52861°N 9.95222°E
Fink II: 53°32′28″N 9°51′14″E / 53.541°N 09.854°E

#### كييل
تم قصف هذه البلدة باستمرار في الحرب العالمية الثانية، وغالبًا ما كانت الأهداف المستهدفة عبارة عن حظائرة غواصات «كيليان» و «كونراد». وقد بدأت عمليات الأستهداف في 1941 و 1942 على التوالي. وقد استخدم هذا الأخير لبناء الغواصات القزمة سيهوند.

#### فيلهلمسهافن
تم التخطيط لبناء حظائر غواصات يو في فيلهلمسهافن، لكنه لم يتجاوز المرحلة الأولية ابدا.

### فرنسا
قامت قوات الاحتلال الألمانية ببناء العديد من حظائر غواصات يو في موانئ فرنسا على المحيط الأطلسي في بوردو وبريست ولا روشيل / لا باليس ولوريان ووسان نازير. تم استخدام ما يقرب من 4.4 مليون متر مكعب من الخرسانة.

#### بريست

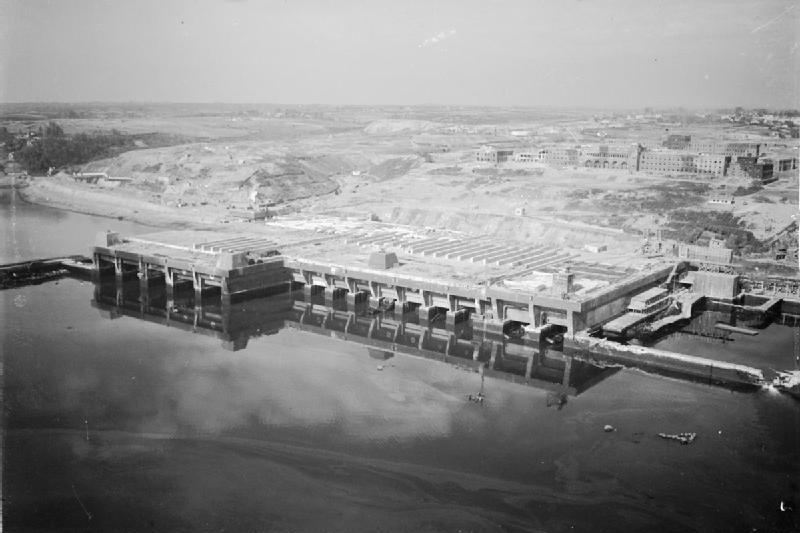
حظيرة غواصات يو في بريست

كان لميناء بريتاني حظيرة واحدة فقط، لكنه كان الأكبر. ولم يطلق عليه أي اسم. بدأ في عام 1941، تم تعديل الخطط عدة مرات قبل الانتهاء بعد عام.
بحلول فبراير 1942، كان سلاح الجو الملكي البريطاني قد فقد الاهتمام بالمنطقة؛ تم تدمير معظم البلدة بالفعل ولم تكن تمتلك قنابل كبيرة بما يكفي لتهديد الحظيرة. بين فبراير 1942 وأوائل عام 1943، وبصرف النظر عن العدد القليل من الطائرات الأمريكية، تم ترك المكان وحده. استسلمت الحامية الألمانية للقوات الأمريكية في سبتمبر 1944. كانت لديهم متفجرات كافية لضرب المخبأ لكنهم لم يستخدموها بسبب قرب المستشفى.

#### لا روشيل / لا باليس

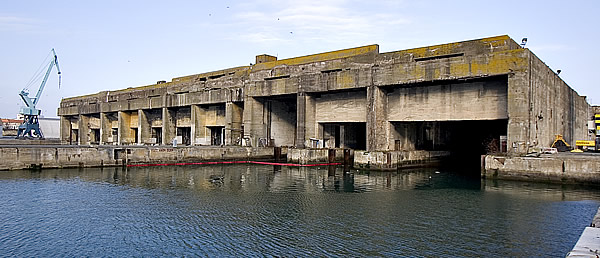
أقلام غواصات يو في لاروشيل

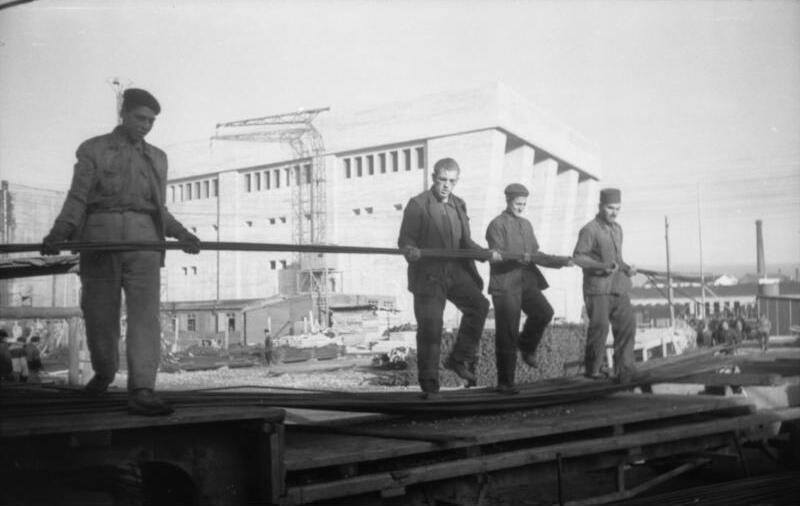
بناء أقلام غواصات يو في لا باليس في 1942

كانت مساحة لا روشيل ولا باليس 6 كيلومتر (3.7 ميل) فقط بحيث يتم اعتبارهما عادة قاعدة واحدًا. تم استخدام تقنيات بناء مشابهة لتلك المستخدمة في سانت نازير. نظرًا لسهولة البناء النسبية، أصبح الهيكل الرئيسي جاهزًا لأول غواصات يو بعد ستة أشهر. بدأ قفل القبو في يونيو 1942. تم الانتهاء منه في مارس 1944. تم تصوير مشاهد لفيلم 1981 القارب  و سارقو التابوت الضائع في لا باليس.
46°09′31″N 01°12′34″W / 46.15861°N 1.20944°W

#### لوريان
قاعدة كيرومان كانت أكبر قاعدة غواصات يو في لوريان. ضمت ثلاثة هياكلأنشئت جميعها في عام 1941. كان هناك هيكلان آخران في مرحلة التخطيط.
كيرومان I: 47°43′45″N 03°22′12″W / 47.72917°N 3.37000°W
كيرومان II: 47°43′52″N 03°22′18″W / 47.73111°N 3.37167°W
كيرومانIII: 47°43′38″N 03°22′02″W / 47.72722°N 3.36722°W
Scorff: 47°45′02″N 03°20′53″W / 47.75056°N 3.34806°W
دوم (East): 47°43′56″N 03°22′02″W / 47.73222°N 3.36722°W
دوم (West): 47°43′55″N 03°22′07″W / 47.73194°N 3.36861°W

### النرويج
النرويج إلى حد ما يحكمها الطقس. غالبًا ما يعوق الثلج والجليد بناء الحظائر البحرية. ربما تم اختيار الأرض، لكن احتلال فرنسا بعد أشهر قليلة فقط من استسلام النرويج طغى على الدولة الاسكندنافية فيما يتعلق بالمخابئ لقوارب يو. ومع ذلك، تم تحديد شرط للحماية. مع تحرير فرنسا في عام 1944، استعادت النرويج أهميتها، ولكن لمدة عام بالكاد.

## قائمة المراجع
- Marcin Stąporek (2004). "Stocznia Cesarska". Wydział Morski (بالبولندية). Akademia Rzygaczy. Archived from the original on 2016-03-04. Retrieved 2014-09-15. {{استشهاد ويب}}: الوسيط غير المعروف |trans_title= تم تجاهله يقترح استخدام |عنوان مترجم= (help)

## روابط خارجية
- الألمانية الحرب العالمية الثانية أقلام يو قارب في فرنسا
- صور فوتوغرافية ملونة خاصة أصلية لوقت الحرب La Rochelle uboat bunkers